# Lucas Silva
Lucas Cavalcante Silva Afonso (Brasilia, 23 maart 1996) - alias Lucão  - is een Braziliaans voetballer die als centrale verdediger speelt. Hij stroomde in 2013 door vanuit de jeugd van São Paulo.

## Clubcarrière
Lucas Silva komt uit de jeugdacademie van São Paulo. Op 17 november 2013 debuteerde hij in de Braziliaanse Série A tegen Fluminense. Hij speelde de volledige eerste helft en werd aan de rust gewisseld. Op 25 mei 2014 maakte hij zijn eerste profdoelpunt in de competitiewedstrijd tegen Grêmio, het enige doelpunt van de wedstrijd.

## Statistieken
| Seizoen | Club      | Competitie | Wedstrijden | Doelpunten |
| ------- | --------- | ---------- | ----------- | ---------- |
| 2013    | São Paulo | Série A    | 1           | 0          |
| 2014    | São Paulo | Série A    | 9           | 1          |
| 2015    | São Paulo | Série A    | 25          | 0          |

2 Vinícius ·
3 Lewis ·
4 Longo ·
5 Arboleda ·
6 Welington ·
7 Moura ·
8 Galoppo ·
9 Calleri ·
10 Luciano ·
11 Nestor ·
13 Rafinha  ·
15 Araújo ·
16 Gustavo ·
17 Silva · 
18 Rodriguinho ·
20 Antônio ·
21 Bobadilla ·
22 Tressoldi ·
23 Rafael ·
25 Alisson ·
26 Liziero ·
27 Rato ·
28 Franco ·
29 Maia ·
30 Moreira ·
32 Ferraresi ·
33 Erick ·
35 Sabino ·
36 Lanza ·
37 Carmo ·
39 Gomes ·
44 Belém ·
46 Negrucci ·
47 Ferreira ·
50 Moraes ·
93 Jandrei ·
Coach: Zubeldía 
· Assistent-coach: Cruz